# 里尔有轨电车
里尔有轨电车是法国北部城市里尔及其城市圈内有轨电车系统的统称，因其城市圈内的三个主要城市分别为里尔、鲁贝和图尔宽，故里尔有轨电车又被称为“里尔-鲁贝-图尔宽有轨电车”（Tramway de Lille Roubaix Tourcoing）。该市历史上共有三个有轨电车系统，其中里尔-鲁贝-图尔宽有轨电车至今仍在运营。

## 组成
- 里尔老式有轨电车（法语：Tramway lillois），创建于1874年，于1966年停运[1]。
- 鲁贝-图尔宽老式有轨电车（法语：Ancien tramway de Roubaix Tourcoing），创建于1874年，于1956年停运[1]。
- 里尔-鲁贝-图尔宽有轨电车，又称“大道有轨电车”（tramway du Grand Boulevard），自1909年起运营，现为里尔都会公共交通的组成部分[2]。